# Krokodylotraszka himalajska
Krokodylotraszka himalajska (Tylototriton verrucosus) – gatunek płaza ogoniastego z rodziny salamandrowatych (Salamandridae). Występuje w zachodniej części chińskiej prowincji Junnan, w północno-wschodniej Mjanmie, prawdopodobnie także w północnej Tajlandii.
W starszym ujęciu systematycznym gatunek ten był znacznie szerzej pojmowany i zaliczano do niego szeroko rozprzestrzenione populacje z Azji Południowej i Południowo-Wschodniej – od północno-wschodnich Indii i wschodniego Nepalu po Wietnam; począwszy od roku 2013 znaczna część tych populacji została zaliczona do osobnych, nowo opisanych gatunków takich jak Tylototriton panhai, T. uyenoi, T. shanorum, T. himalayanus, T. podichthys czy T. phukhaensis. W związku z tymi zmianami polska nazwa Tylototriton verrucosus – „krokodylotraszka himalajska” – jest nieadekwatna, gdyż w obecnym ujęciu systematycznym gatunek ten nie występuje w Himalajach.